# Prins Valiant
Prins Valiant är en amerikansk äventyrsserie skapad 1937 av Hal Foster.

## Handling
Serien utspelar sig i ett slags medeltid som ibland är historiskt korrekt beskriven, men ibland tar in element från andra tidsåldrar, legender och myter.
Huvudpersonen är prins av konungariket Thule (beläget på den norska västkusten, i närheten av Trondheim), men kommer tidigt till Camelot där han blir en av kung Arturs riddare av det runda bordet. Valiant reser därefter världen runt och upplever mängder av äventyr.
1946 gifte sig Valiant med Aleta. De två hamnade därefter i Amerika där deras första son Arn föddes. Därefter har paret fått barnen Karen och Valeta (tvillingar, 1951), Galan (1962) och Nathan (1979). Arn gifte sig med Maeve (dotter till sir Mordred från Artursagorna) och de två fick barn 1987, vilket innebär att prins Valiant är en av få aktiva seriehjältar som har fått barnbarn.

## Produktionshistorik
Serien publiceras som söndagssida i amerikanska dagstidningar alltsedan starten 1937, och Hal Foster väckte stor beundran för sina detaljerade, storslagna illustrationer. Under alla år har serien saknat pratbubblor och är ibland mer illustrerad prosa än en typisk serie.
1970 inbjöd Foster ett antal tecknare att teckna några söndagssidor på prov, för att därefter kunna utse sin efterträdare. I konkurrens med bland andra Gray Morrow och Wallace Wood fick John Cullen Murphy jobbet. 1971–1980 skrev Foster manus och skissade serien, medan Murphy färdigställde teckningarna. När Foster pensionerade sig (vid 88 års ålder, två år före sin död) tog Murphys son, Cullen Murphy, över som författare. John Cullen Murphys dotter Mairead Nash textade och färglade serien.
2004 lämnade John Cullen Murphy serien, strax före sin död. Ny tecknare blev Gary Gianni. Strax därefter lämnade Cullen Murphy över författarskapet till Mark Schultz.
I Sverige gavs fem stycken julalbum med Prins Valiant ut mellan 1942 och 1950. Semic gav därefter ut ca hälften av planscherna som album 1974–1980, men på grund av tekniska svårigheter – främst vad gällde färgläggningen – blev det då bara nitton album, omfattande cirka hälften av materialet. Vilka planscher som ingick i vilka album skiljer sig mellan denna utgåva och den nästföljande. Carlsen Comics gav sedan mellan 1991 och 2007 ut fyrtio album med samtliga 1815 planscher som Harold Foster själv tecknat och i ett stort format – 25x34 cm – som gjorde de detaljerade teckningarna rättvisa. Spanjorskan Montse Serra fick uppdraget att färglägga planscherna och Ulf Granberg stod för översättningen.

## Bearbetningar och referenser

### Filmer
Två gånger har serien blivit spelfilm; 1954 med Robert Wagner i huvudrollen, och 1997 med Stephen Moyer. Även en tecknad TV-serie bygger på serien.

### Inspiration
P.C. Jersild utgav romanen Prins Valiant och Konsum 1966.
Isao Takahatas film Taiyō no ōji – Hols no daibōken (1968) har översatts till engelska som Little Norse Prince Valiant, trots att filmen saknar direkt koppling till Fosters serie.